# Cristiane
Cristiane Rozeira de Souza Silva, född 15 maj 1985 i São Paulo, är en brasiliansk fotbollsspelare som spelar för Flamengo. Hon har även spelat för Brasiliens landslag. Hon har även spelat för bland annat Paris Saint-Germain och Linköpings FC. 

## Karriär

### Women's Professional Soccer
2009 övergick hon till Chicago Red Stars som spelar i Women's Professional Soccer. Hon var utlånad till den brasilianska klubben Santos Futebol Clube tre månader i slutet av året. men 2010 förlängdes hennes kontrakt med Chicago Red Stars

### Paris Saint-Germain
Förutom spel i några brasilianska klubbar spelade hon i den ryska klubben WFC Rossiyanka och den sydkoreanska klubben Icheon Daekyo WFC innan hon skrev kontrakt med Paris Saint-Germain i augusti 2015. Kontraktet har sedan förlängts till juni 2017.

### Changchun Zhuoyue
I juli 2017 skrev hon på för den kinesiska klubben Changchun Zhuoyue till och med 2018.

### São Paulo
Den 14 januari 2019 värvades Cristiane av São Paulo.

## Meriter
- Cristiane gjorde fem mål under OS i Peking där Brasilien tog silver.
- Cristiane utsågs till världens tredje bästa kvinnliga fotbollsspelare av FIFA 2007 och 2008[7].
- Cristiane utsågs till världens fjärde bästa kvinnliga fotbollsspelare av FIFA 2009[7].